# Reality Check
Reality Check – siódmy studyjny album amerykańskiego rapera Juvenile’a, wydany 7 marca, 2006 roku. Gościnnie na albumie występują tacy muzycy jak Paul Wall, Mike Jones, Fat Joe, i Ludacris oraz wielu innych. Pierwszym singlem był "Rodeo" wyprodukowanym przez duet producentów Cool & Dre, który zadebiutował na 41. miejscu Billboard Hot 100. Drugim singlem "Get Ya Hustle On", następnie "Way I Be Leanin'", które miały swoją premierę na Making the Video na kanale MTV. Album zadebiutował na 1. miejscu Billboard 200 i uzyskał certyfikat złotej płyty przez RIAA.

## Lista utworów
| #  | Tytuł                                   | Kompozytorzy                                                                           | Producent(ci)       | Goście                              | Czas  |
| -- | --------------------------------------- | -------------------------------------------------------------------------------------- | ------------------- | ----------------------------------- | ----- |
| 1  | Intro                                   |                                                                                        | Stormy Dai          |                                     | 00:26 |
| 2  | Get Ya Hustle On                        | T. Gray, T. Freeman, D. Robertson                                                      | XL                  |                                     | 03:29 |
| 3  | Around the Way                          | T. Gray, T. Freeman                                                                    | Sinista             |                                     | 03:55 |
| 4  | Sets Go Up                              | T. Gray, S. Storch, D. Grison                                                          | Scott Storch        | Wacko                               | 04:12 |
| 5  | Rodeo                                   | T. Gray, A. Lyons, M. Valenzano, R. Kelly                                              | Cool & Dre          | Dre                                 | 03:58 |
| 6  | What's Happenin'                        | T. Gray, T. Freeman                                                                    | Sinista             |                                     | 03:37 |
| 7  | Loose Booty                             | T. Gray, D. Miller, P. Smith, C. Nocholas                                              | Stormy Dai          | Eightball & Skip                    | 04:12 |
| 8  | Way I Be Leanin'                        | T. Gray, J. Hunter, M. Jones, P. Slayton, C. Nicholas, D. Grison, T. Mosely, S. Carter | Perion              | Mike Jones, Paul Wall, Wacko & Skip | 04:08 |
| 9  | Break a Brick Down                      | T. Gray, A. Lyons, M. Valenzano                                                        | Cool & Dre          |                                     | 04:41 |
| 10 | Who's Ya Daddy                          | T. Gray, T. Freeman                                                                    | Sinista             |                                     | 03:18 |
| 11 | I Know You Know                         | T. Gray, N. Perez, T. Neverson, M. Caren                                               | Happy Perez         | Trey Songz                          | 04:06 |
| 12 | Keep Talkin'                            | T. Gray, T. Freeman, C. Nicholas, P. James                                             | Sinista             | Skip & Redd Eyezz                   | 03:52 |
| 13 | Rock Like That                          | T. Gray, T. Freeman, B. Freeman                                                        | Sinista             | Bun B                               | 03:32 |
| 14 | Why Not                                 | T. Gray, J. Smith, C. Love, L. Jefferson, J. Phillips, R. Jones                        | Lil Jon             | Skip                                | 03:53 |
| 15 | Animal                                  | T. Gray, B. Thomas                                                                     | Mannie Fresh        |                                     | 03:42 |
| 16 | Addicted                                | T. Gray, B. McKnight                                                                   | Brian McKnight      | Brian McKnight                      | 03:45 |
| 17 | Holla Back                              | T. Gray, T. Freeman                                                                    | Sinista             |                                     | 04:03 |
| 18 | Pop U                                   | T. Gray, J. Cartagena, C. Bridges, M. Dean                                             | Mike Dean, Juvenile | Ludacris & Fat Joe                  | 04:25 |
| 19 | Say It to Me Now                        | T. Gray, S. Storch                                                                     | Scott Storch        | Kango (z Partners-N-Crime)          | 04:45 |
| 20 | Come Out Your Laundry (utwór dodatkowy) |                                                                                        |                     | Skip                                | 03:40 |

### Dysk 2: Target Exclusive Bonus CD
| # | Tytuł        | Kompozytorzy                  | Producent(ci)       | Goście     | Czas  |
| - | ------------ | ----------------------------- | ------------------- | ---------- | ----- |
| 1 | So Gone      | T. Gray, M. Johnson, R. Jones | Mixzo               | Fiend      | 04:11 |
| 2 | Guns Up      | T. Gray, T. Freeman           | Sinista             |            | 03:25 |
| 3 | Line Of Fire | T. Gray, T. Neverson, M. Dean | Mike Dean, Juvenile | Trey Songz | 03:36 |

## Pozycja na liście
| Rok  | Lista             | Pozycja |
| ---- | ----------------- | ------- |
| 2006 | The Billboard 200 | 1       |